# 네드 프라이스

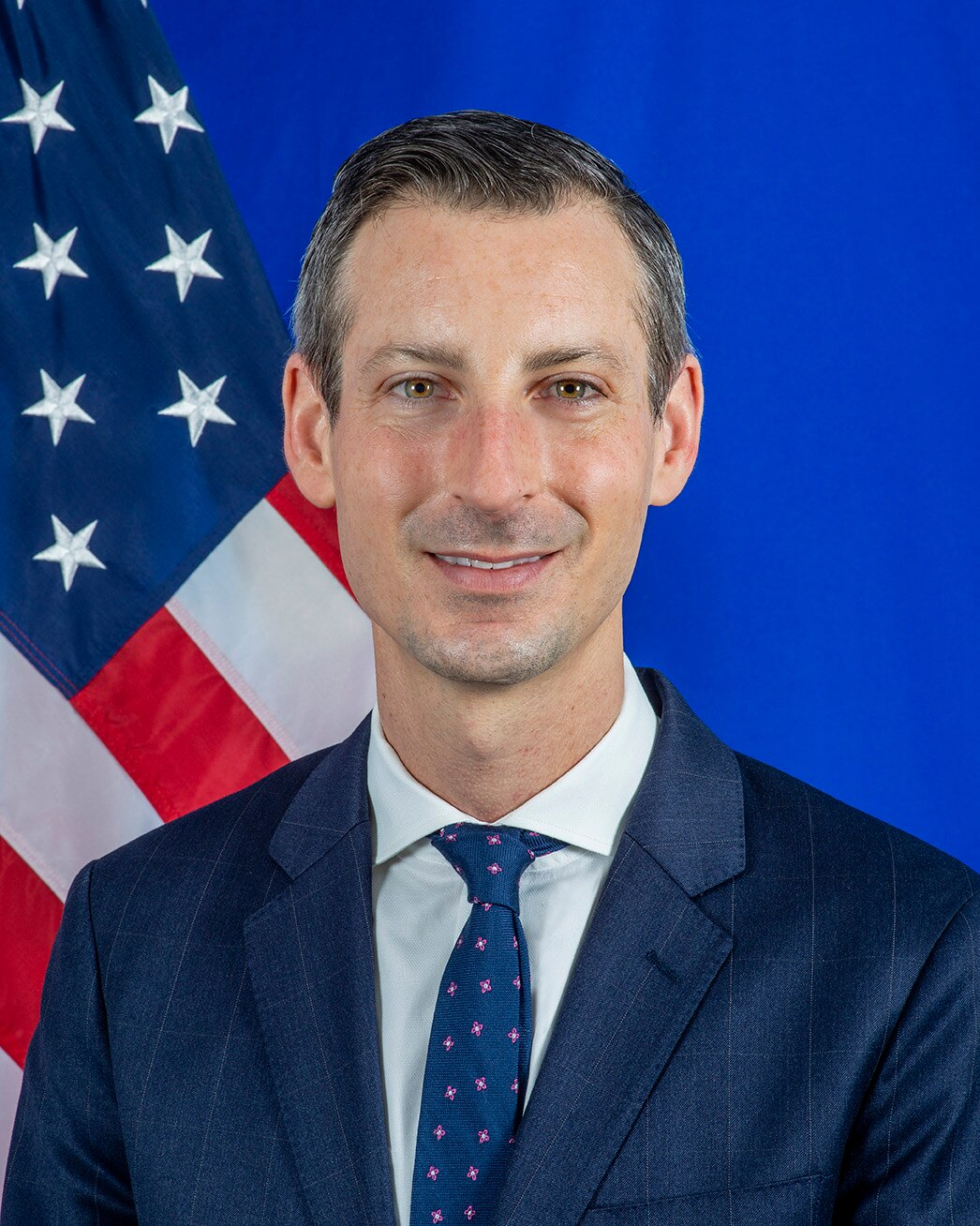

네드 프라이스(Ned Price, 본명: 에드워드 프라이스, Edward Price, 1982년 11월 22일 ~ )는 미국 외교관, 정치 고문, 전직 정보 장교로 2024년 2월 29일부터 유엔 주재 미국 대사 부관으로 근무하고 있다. 이 역할에서 그는 내각 부장관이자 국가안전보장회의(NSC) 부위원회 위원이다. 이전에 2023년부터 2024년까지 국무장관 수석 고문, 2021년부터 2023년까지 미국 국무부 대변인을 역임했다. 2006년부터 2017년까지 중앙정보국(CIA)에서 근무했다.
2017년 2월 프라이스는 논란의 여지가 있는 논평을 워싱턴 포스트에 게재하여 트럼프 행정부에서 일하기보다 CIA에서 은퇴하기로 한 자신의 결정을 설명했다.